# Shinoda Yoshiyuki
Yoshiyuki Shinoda (sinh ngày 17 tháng 6 năm 1971) là một cầu thủ bóng đá người Nhật Bản.

## Sự nghiệp câu lạc bộ
Yoshiyuki Shinoda đã từng chơi cho Kofu SC và Avispa Fukuoka.